# Charles Ferdinand Zores
Charles Ferdinand Zores (1822-1869) est un ingénieur français du XIXe siècle. Il est, vers 1845, l'inventeur de la poutrelle à profil Zores (en)
Le fer Zores est un fer spécial destiné surtout pour la construction des ponts à partir de la fin du XIXe siècle.
Les sections de la poutrelle inventée par Zores se caractérisent par une hauteur qui est le double de la largeur. Cette hauteur varie entre 80 et 600 mm.
Ces poutrelles sont utilisées en structure, comme poutres en flexion ou comme poteaux pour faibles charges. Ils ont été employés comme alternative économique aux poutrelles en I pour la construction de planchers légers.

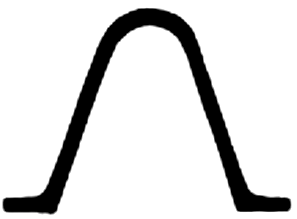
Croquis de profilé Zorès
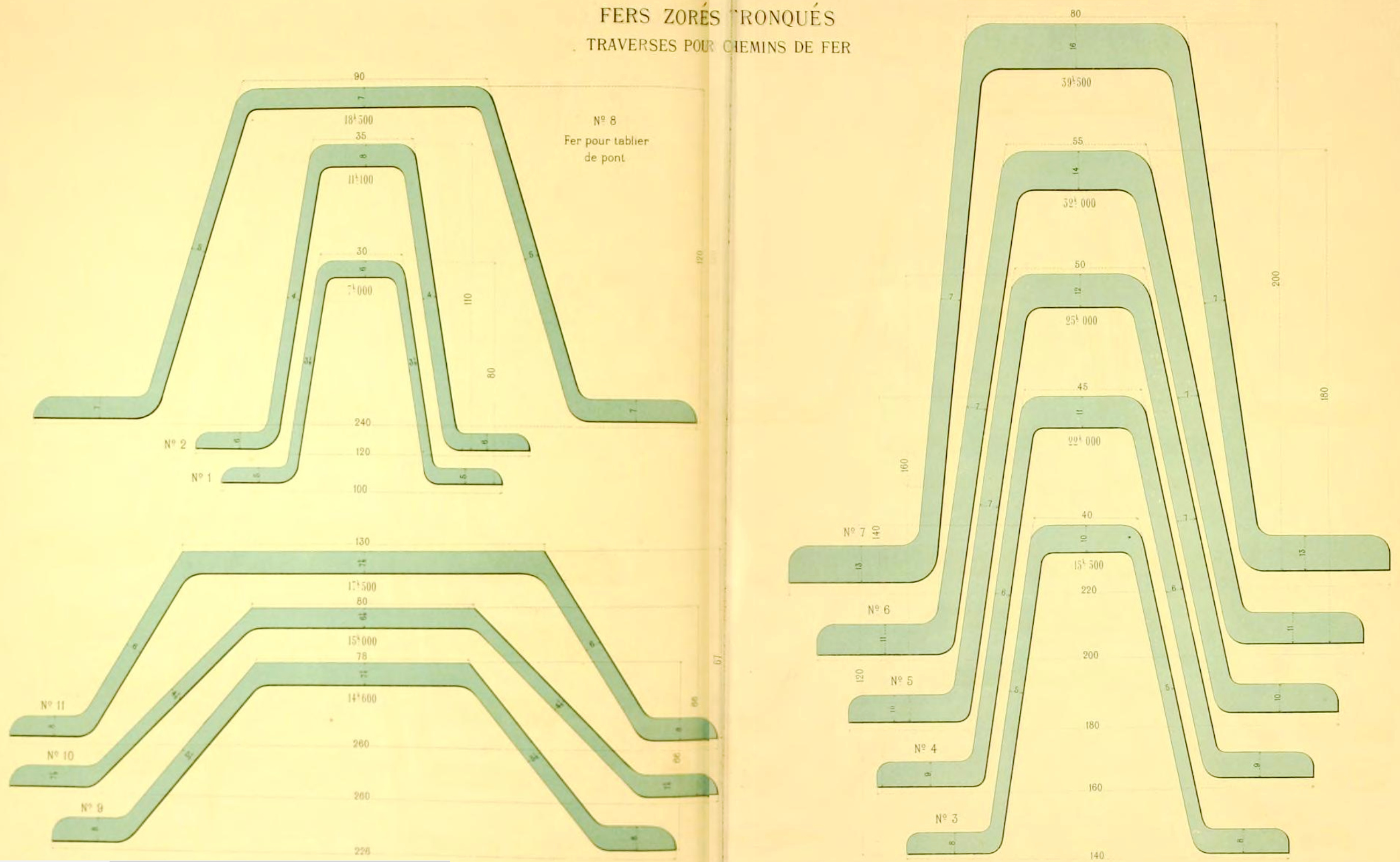
Catalogue de fers Zores pour traverses de chemins de fer
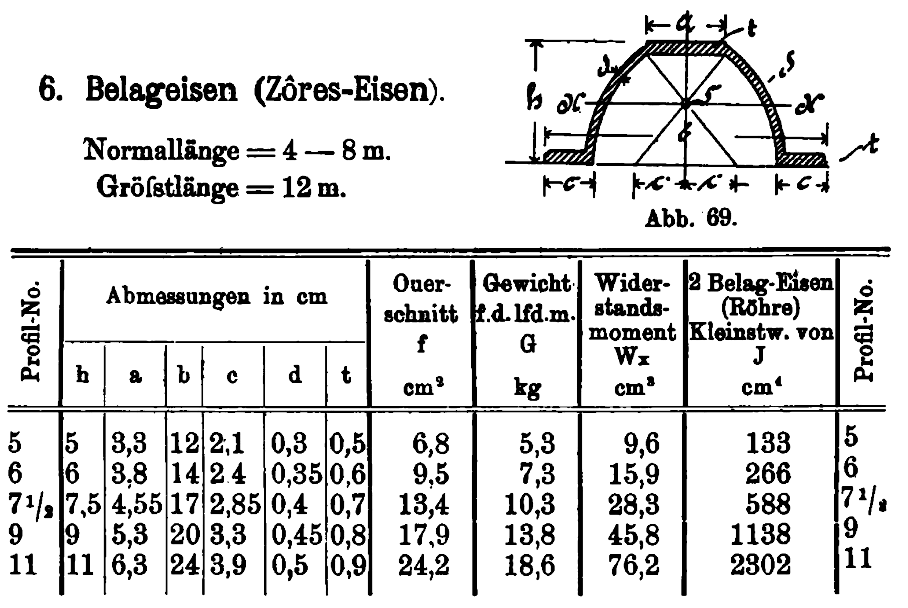
Catalogue de fers Zores

## Ouvrages
- Charles Ferdinand Zores, deuxième partie du recueil, Profils, assemblages, dispositions, armatures, suspensions et entretoisages des fers Zorès... suivis de leurs diverses applications à la construction... précédés d'une notice d'expériences comparatives sur la résistance des fers en I et des fers Zorès..., Dunod, 1863

- Charles Ferdinand Zores, deuxième partie du recueil, Profils, assemblages, dispositions, armatures, suspensions et entretoisages des fers Zorès... : Traverses métalliques... système Zorès..., Dunod : impr. Dubois et Ed. Vert, 1863